# Крапивина, Галина Николаевна
Галина Николаевна Крапивина (род. 28 апреля 1950, Калуга) — советская и российская артистка балета, педагог-балетмейстер, народная артистка РСФСР (1990).

## Биография
Галина Николаевна Крапивина родилась 28 апреля 1950 года в Калуге. В 1968 году окончила Московское хореографическое училище (педагог Л. К. Черкасова).
С 1968 года выступала в Московском театре им. Станиславского и Немировича-Данченко. Танец отличался отточенной техникой, изяществом линий, богатством лирических красок, актёрской выразительностью. Снималась в телеэкранизации балета «Ковбои» (1990). 
В 1987 году окончила педагогическое отделение балетмейстерского факультета ГИТИСа. 
С 1993 года служит педагогом-репетитором Театра им. Станиславского и Немировича-Данченко. Среди её учениц — прима балетной труппы МАМТ Наталия Ледовская.

## Семья
- Муж — артист балета, балетмейстер, педагог Михаил Вольевич Крапивин (Гитлин; род. 1949), народный артист России.
- Дочь — артистка балета Наталья Михайловна Крапивина  (род. 1975), прима-балерина Московского музыкального театра[1].
- Внук — артист балета, премьер Большого театра Дмитрий Смилевски[2][3].

## Награды и премии
- Специальный приз «Лучшая партнёрша» жюри Московского международного конкурса артистов балета.
- Заслуженная артистка РСФСР (19.10.1981).
- Народная артистка РСФСР (23.02.1990).
- Орден Почёта (Россия) (29.11.1999).

## Партии в балетах

### Первая исполнительница
- 1970 — «Белеет парус одинокий» балетм. В. П. Бурмейстер — Мотя
- 1974 — «Прозрение» балетм. Н. Д. Касаткина и В. Ю. Василёв — Мария
- 1978 — «Чёрные птицы» балетм. Т. Шиллинг — Ханна
- 1985 — «Опасная тень» балетм. С. В. Воскресенская — девушка
- 1985 — «Браво, Фигаро!» пост. Д. А. Брянцева — Розина
- 1985 — «Оптимистическая трагедия» пост. Д. А. Брянцева — комиссар
- 1987 — «Вечер современной хореографии» («Миниатюры «Романтический дуэт», «Дорога») пост. Д. А. Брянцева
- 1988 — «Ковбои» пост. Д. А. Брянцева — хозяйка салуна
- 1990 — «Одинокий голос человека» пост. Д. А. Брянцева — возлюбленная

### Прочие партии
- «Лебединое озеро» П. Чайковского — Одетта-Одиллия
- «Дон Кихот» Людвига Минкуса — Китри
- «Корсар» Адольфа Адана — Медора
- «Коппелия» Лео Делиба— Сванильда
- «Золушка» Сергея Прокофьева — Золушка
- «Снегурочка» Петра Чайковского — Снегурочка
- «Риварес» — Джемма
- «Шакунтала» — Шакунтала
- «Легенда о Жанне д'Арк» — Жанна д'Арк
- «Сильфида» — Сильфида
- «Эсмеральда» Ч. Пуньи — Эсмеральда
- «Конёк-Горбунок» — девица-краса
- «Ромео и Джульетта» — Джульетта
- «Девять танго и ... Бах» — солистка